# Альфонсув (Опочинський повіт)
Альфонсув (пол. Alfonsów) — село в Польщі, у гміні Парадиж Опочинського повіту Лодзинського воєводства.
Населення — 103 особи (2011).
У 1975-1998 роках село належало до Пйотрковського воєводства.

## Демографія
Демографічна структура станом на 31 березня 2011 року:
|          | Загалом | Допрацездатний вік | Працездатний вік | Постпрацездатний вік |
| -------- | ------- | ------------------ | ---------------- | -------------------- |
| Чоловіки | 56      | 16                 | 33               | 7                    |
| Жінки    | 47      | 10                 | 23               | 14                   |
| Разом    | 103     | 26                 | 56               | 21                   |